# 波娜维斯达
波那维斯达（英語：Buona Vista）是新加坡一個社區，毗鄰杜佛、锦茂和荷蘭村。「Buona Vista」是意大利語，翻譯為英文是「good sight」，可以解作「美麗的景象」。
新造教會與凱德集團合作，已经建好一棟名為the Star Vista的建築物。大廈耗資10億星幣興建，有商店、餐廳和一個能容納5千座位的劇院。